# Portland Trail Blazers 1976-1977
La stagione 1976-77 dei Portland Trail Blazers fu la 7ª nella NBA per la franchigia.
I Portland Trail Blazers arrivarono secondi nella Pacific Division della Western Conference con un record di 49-33. Nei play-off vinsero il primo turno con i Chicago Bulls (2-1), la semifinale di conference con i Denver Nuggets (4-2), la finale di conference con i Los Angeles Lakers (4-0), per vincere poi il titolo battendo nella finale NBA i Philadelphia 76ers (4-2).

## Western Conference
| Squadra             | V  | P  | %    | GB |
| ------------------- | -- | -- | ---- | -- |
| L.A. Lakers         | 53 | 29 | 64,6 | -  |
| Portland T. Blazers | 49 | 33 | 59,8 | 4  |
| G.S. Warriors       | 46 | 36 | 56,1 | 7  |
| Seattle S.Sonics    | 40 | 42 | 48,8 | 13 |
| Phoenix Suns        | 34 | 48 | 41,5 | 19 |

## Roster
| \| Pos. \| Num. \| Naz. \| Nome \| Altezza \| Peso \| Data nascita \| Provenienza \| \| ---- \| ---- \| ---- \| --------------- \| ------- \| ------ \| ------------ \| ---------------- \| \| A \| 10 \| \| Calhoun, Corky \| 201 cm \| 95 kg \| 01-11-1950 \| Pennsylvania \| \| G \| 16 \| \| Davis, Johnny \| 188 cm \| 77 kg \| 21-10-1955 \| Dayton \| \| G/AP \| 3 \| \| Gilliam, Herm \| 191 cm \| 86 kg \| 05-05-1946 \| Purdue \| \| G/AP \| 30 \| \| Gross, Bob \| 198 cm \| 91 kg \| 03-08-1953 \| Long Beach State \| \| G \| 14 \| \| Hollins, Lionel \| 191 cm \| 84 kg \| 19-10-1953 \| Arizona State \| \| A/C \| 34 \| \| Jones, Robin \| 206 cm \| 102 kg \| 02-02-1954 \| Saint Louis \| \| A/C \| 20 \| \| Lucas, Maurice \| 206 cm \| 98 kg \| 18-02-1952 \| Marquette \| \| A \| 22 \| \| Mayes, Clyde \| 203 cm \| 102 kg \| 17-03-1953 \| Furman Paladins \| \| A/C \| 36 \| \| Neal, Lloyd \| 201 cm \| 102 kg \| 10-12-1950 \| Tennessee State \| \| G/AP \| 15 \| \| Steele, Larry \| 196 cm \| 82 kg \| 05-05-1949 \| Kentucky \| \| G \| 13 \| \| Twardzik, Dave \| 185 cm \| 79 kg \| 20-09-1950 \| Old Dominion \| \| A \| 42 \| \| Walker, Wally \| 201 cm \| 86 kg \| 18-07-1954 \| Virginia \| \| A/C \| 32 \| \| Walton, Bill \| 211 cm \| 95 kg \| 05-11-1952 \| UCLA \| | Allenatore - Jack Ramsay Assistente/i - Jack McKinney - Ron Culp Legenda - (C) Capitano - (FA) Free agent - (S) Sospeso - (TW) Contratto Two-way - (GL) Assegnato a squadra G League affiliata - Infortunato Roster • Transazioni · Ultima transazione: 10 giugno 1977 |                        |                 |         |        |              |                  |
| Pos. | Num. | Naz.                   | Nome            | Altezza | Peso   | Data nascita | Provenienza      |
| A | 10 | Stati Uniti (bandiera) | Calhoun, Corky  | 201 cm  | 95 kg  | 01-11-1950   | Pennsylvania     |
| G | 16 | Stati Uniti (bandiera) | Davis, Johnny   | 188 cm  | 77 kg  | 21-10-1955   | Dayton           |
| G/AP | 3 | Stati Uniti (bandiera) | Gilliam, Herm   | 191 cm  | 86 kg  | 05-05-1946   | Purdue           |
| G/AP | 30 | Stati Uniti (bandiera) | Gross, Bob      | 198 cm  | 91 kg  | 03-08-1953   | Long Beach State |
| G | 14 | Stati Uniti (bandiera) | Hollins, Lionel | 191 cm  | 84 kg  | 19-10-1953   | Arizona State    |
| A/C | 34 | Stati Uniti (bandiera) | Jones, Robin    | 206 cm  | 102 kg | 02-02-1954   | Saint Louis      |
| A/C | 20 | Stati Uniti (bandiera) | Lucas, Maurice  | 206 cm  | 98 kg  | 18-02-1952   | Marquette        |
| A | 22 | Stati Uniti (bandiera) | Mayes, Clyde    | 203 cm  | 102 kg | 17-03-1953   | Furman Paladins  |
| A/C | 36 | Stati Uniti (bandiera) | Neal, Lloyd     | 201 cm  | 102 kg | 10-12-1950   | Tennessee State  |
| G/AP | 15 | Stati Uniti (bandiera) | Steele, Larry   | 196 cm  | 82 kg  | 05-05-1949   | Kentucky         |
| G | 13 | Stati Uniti (bandiera) | Twardzik, Dave  | 185 cm  | 79 kg  | 20-09-1950   | Old Dominion     |
| A | 42 | Stati Uniti (bandiera) | Walker, Wally   | 201 cm  | 86 kg  | 18-07-1954   | Virginia         |
| A/C | 32 | Stati Uniti (bandiera) | Walton, Bill    | 211 cm  | 95 kg  | 05-11-1952   | UCLA             |